# Eric Bazilian
Eric Michael Bazilian (Filadelfia, 21 luglio 1953) è un cantautore e polistrumentista statunitense.

## Biografia
Bazilian è nato a Filadelfia (Pennsylvania) nel 1953. 
Nel 1980, insieme a Rob Hyman, ha fondato il gruppo musicale The Hooters, in cui Bazilian canta e suona diversi strumenti ossia chitarra, mandolino, armonica e sassofono; oltre ad essere produttore.
Nel 1983 il gruppo pubblica il primo album in studio dal titolo Amore. Il secondo album Nervous Night (Columbia Records) esce nel 1985, anno in cui il gruppo partecipa anche al Live Aid. Dall'album One Way Home (1987) viene estratto il singolo di successo Satellite. Nel 1990 il gruppo partecipa all'album dal vivo di Roger Waters The Wall - Live in Berlin.
Nel 1995 ha prodotto l'album di debutto di Joan Osborne Relish. Ha scritto inoltre la canzone One of Us.
Nel 2000 avvia la sua carriera solista pubblicando l'album The Optimist.

## Discografia
- The Optimist (2000)
- A Very Dull Boy (2002)
- What Shall Become of the Baby? (2012) (con Mats Wester a nome Bazilian & Wester)
- Bazilian (2021)